# جعفرآباد (مکریان شمالی)
جعفرآباد یک روستا در ایران است که در دهستان مکریان شمالی واقع شده‌است. جعفرآباد ۲۱۷ نفر جمعیت دارد.